# Orazio Cipriani
Orazio Cipriani (Nicotera, 25 dicembre 1875 – Reggio Calabria, 23 ottobre 1942) è stato un giornalista e banchiere italiano.

## Biografia
Orazio Cipriani nacque il 25 dicembre 1875 a Nicotera da Francesco Maria Cipriani, noto poeta dialettale, e da Lucrezia dei conti Corsi d'Istria, entrambi appartenenti al patriziato della cittadina calabrese.
Pur con un percorso scolastico interrotto in quarta elementare, il giovane dimostrò presto un grande interesse per il giornalismo. Come scrive Pantaleone Sergi nel suo volume Quotidiani desiderati, infatti, "la passione per il giornalismo e per la carta stampata in Orazio Cipriani era innata". 
All'età di 20 anni, a San Lucido, era titolare di una tipografia e direttore del quindicinale Giovane Brezzia, poi divenuto Gazzetta del circondario di Paola.
Per la sua vivacità giornalistica, Cipriani si batté varie volte in duello, uno dei quali, alla sciabola, venne reso noto dal settimanale cosentino Cronaca di Calabria, che nel maggio 1903 riferì anche che l'avversario, il socialista Giovanni de Rosa, lo aveva ferito leggermente. 

### L'attività giornalistica
Trasferitosi giovanissimo a Reggio Calabria, nel 1902 rilevò e diresse il periodico Il Commercio - settimanale ufficiale per gli atti della Camera di Commercio, fondato come settimanale da Domenico Carbone-Grio nel 1884, poi quotidiano dal 1887 al 1895. 
Successivamente, il 15 settembre 1914, diede vita al quotidiano Il Corriere di Calabria, il primo quotidiano duraturo della regione e il più importante in Calabria nella prima metà del Novecento. La pubblicazione terminò nel 1927, non essendosi allineato alle direttive del fascismo. Il giornale riprese ad essere pubblicato nel novembre 1943.
Fu anche corrispondente del quotidiano romano L'Idea Nazionale, divenuta più tardi La Tribuna. Fu inoltre amico personale di Giovanni Giolitti.
Dopo il disastroso terremoto del 1908 che distrusse quasi totalmente la città, scrivendo polemicamente su La Tribuna, contribuì al fallimento del progetto militare che voleva distruggere a colpi di cannone ciò che restava di Reggio Calabria, per ricostruirla più a nord, nel sito dell'attuale Villa San Giovanni.
Mantenne l'incarico a La Tribuna fino al 1935, quando venne sostituito dal figlio Franco Cipriani; nonostante uno stile ritenuto conservatore, infatti, fu rimosso in seguito ad ordine esplicito del Segretario del Partito Nazionale Fascista, Achille Starace, che lo accusò di essere un nemico del regime.

### L'attività bancaria e imprenditoriale
Nel 1922, insieme al barone Vincenzo Nesci, al barone Carlo de Blasio e a Ferdinando Cordova, Francesco Violi e Pietro Romano, fondò la Banca di Credito e Sovvenzioni, della quale fu amministratore delegato fino alla morte. Fu anche Ricevitore provinciale per il decennio 1923-1933, incarico precedentemente ricoperto dal direttore della Banca d'Italia.
Nel 1923 venne invitato alle trattative per la costituzione a Roma di un Istituto di credito per Imprese Assuntrici di Opere Pubbliche. Qui Cipriani si batté perché i calabresi collaborassero a salvaguardare gli interessi del Mezzogiorno e della regione; questo attivismo gli venne riconosciuto anche dal Ministro per i Lavori Pubblici, Giovanni Giuriati, che il 19 settembre 1925 gli indirizzò una lettera di plauso.
Venne anche chiamato a far parte dei consigli di amministrazione della Banca Italiana di Sconto e fu consigliere della Banca Popolare di Brancaleone, della Banca Agricola di Rogliano e di altre società.
Orazio Cipriani venne insignito di diverse onorificenze, tra cui quella di Commendatore della Corona d'Italia e di Grand'Ufficiale dell'Ordine di San Silvestro. 

### Vita privata
Dal matrimonio con la nobildonna Clelia Minervini, originaria di Mormanno (figlia del giornalista Orazio Minervini) ebbe ben 12 figli, tra i quali l'unico maschio, Franco, fu anch'egli giornalista di grande rilievo nella seconda metà del Novecento.
Morì a Reggio Calabria il 23 ottobre 1942. A lui è intitolato Largo Orazio Cipriani, nel centro della città.